# Santa Maria Maddalena dei Pazzi (Florenz)

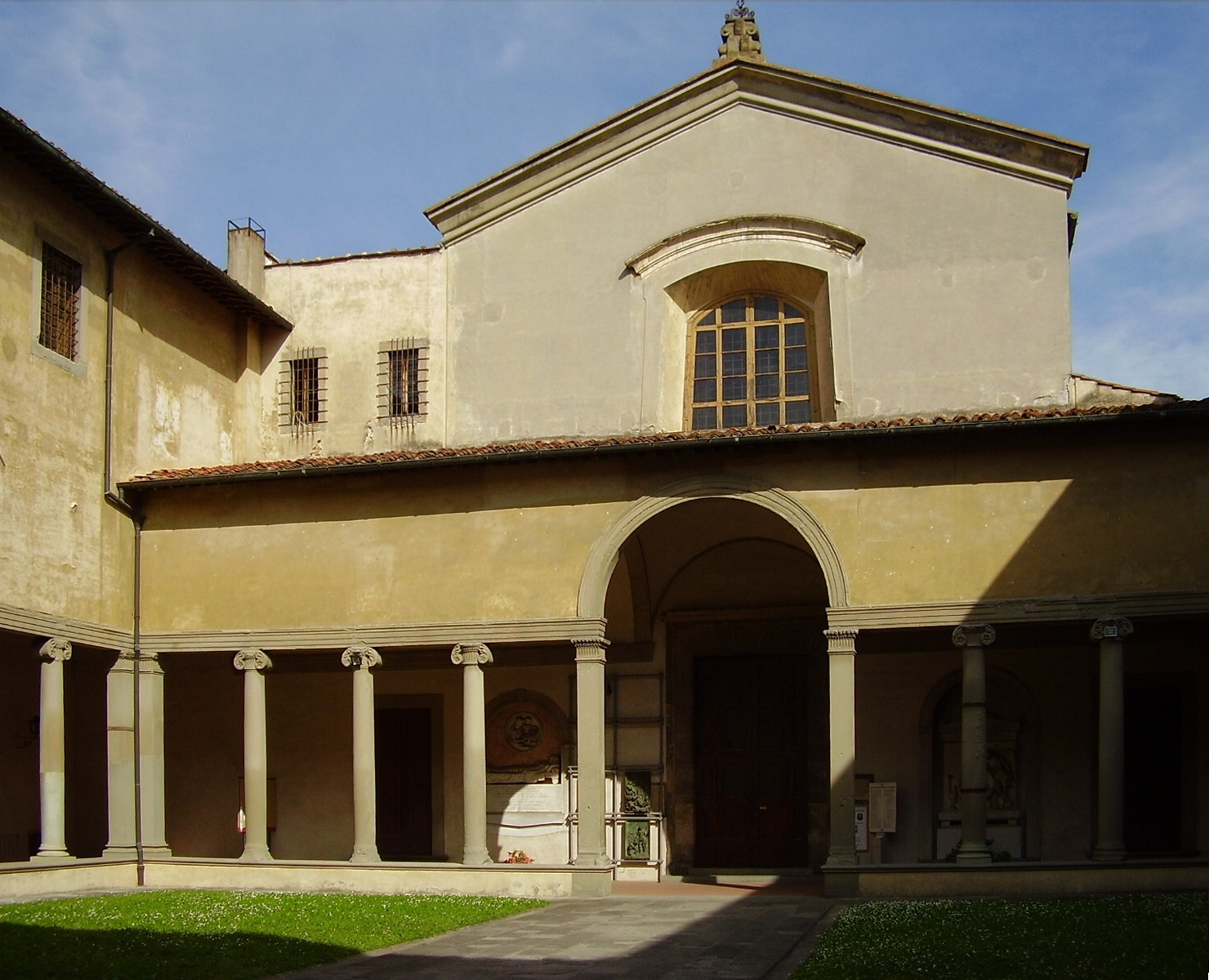
Fassade

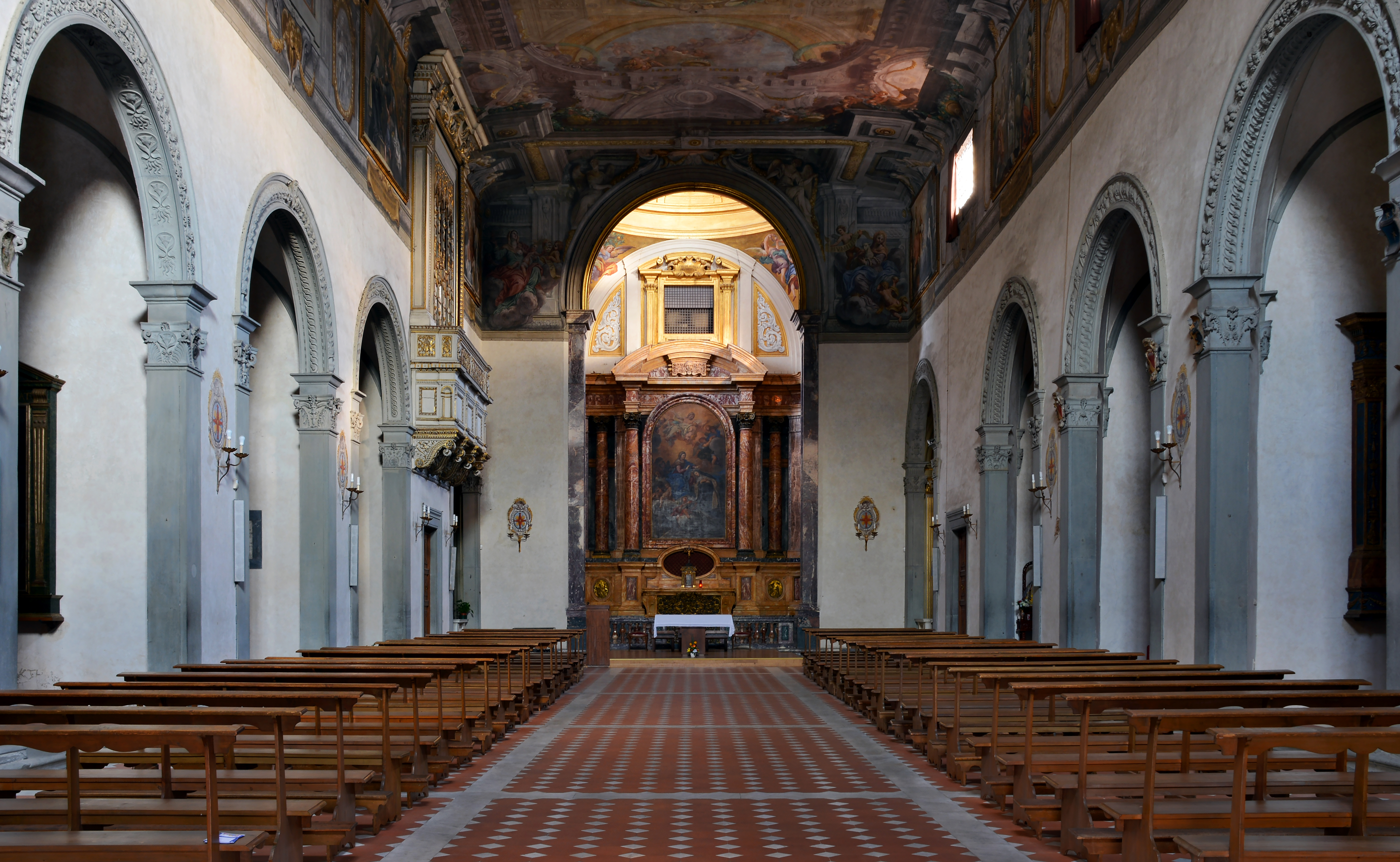
Blick zum Hochaltar

Die Kirche Santa Maria Maddalena dei Pazzi befindet sich an der Straße Borgo Pinti 58 im Nordosten der Altstadt von Florenz. Sie steht unter dem Patrozinium der heiligen Maria Magdalena von Pazzi, einer Karmelitin aus der Familie der Pazzi.
Die hl. Maria-Magdalena von Pazzi gehörte dem 1257 gegründeten Konvent Santa Maria Maddalena la Penitente an. 1442 wurde die Anlage den Zisterziensern übereignet. Die Kirche wurde 1480–1500 nach Plänen von Giuliano da Sangallo erweitert. Derselbe Architekt baute das Atrium mit ionischen Säulen, das unter Kunsthistorikern als ein bedeutendes Beispiel einer Symbiose des Bautypus eines Klostergevierts mit den Architekturformen der Antike gilt.
1628 ging das Kloster an den Orden der Karmelitinnen der älteren Observanz über, weitere Umbaumaßnahmen wurden nach den Entwürfen von Luigi Arrigucci (1575–1644) umgesetzt. 1685 wurde eine neue Chorkapelle fertiggestellt.

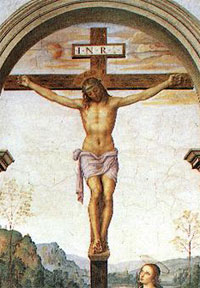
Fresko der Kreuzigung Christi von Perugino (Detail)

In der Kirche befindet sich ein Fresko von Perugino aus den Jahren 1493–1496, das die Kreuzigung Christi zeigt und zu den Hauptwerken des Künstlers zählt.